# Mid-Ohio Sports Car Course
Mid-Ohio Sports Car Course es un autódromo situado en la localidad de Lexington, Ohio, Estados Unidos, en el centro del triángulo formado por las ciudades de Columbus, Cleveland y Toledo. Inaugurado en el año 1962, el trazado original tiene 3.860 metros de extensión. Junto con el reasfaltado de 1990, se agregó una variante de 3.620 metros que se saltea la chicana luego de la primera curva. Cuando se realizó la última remodelación al autódromo en 2006, se agregaron dos trazados adicionales: un circuito corto para motociclismo que conecta la primera curva con la recta opuesta; y un óvalo que usa la horquilla número dos del circuito principal y una segunda curva ubicada entre la chicana y la curva del recorrido de motocicletas.
La carrera más importante en Mid-Ohio surgió en 1980 como parte del calendario de la CART World Series. La primera edición tuvo lugar en julio y duró 150 millas (240 km). Las restantes duraron 200 millas (320 km), y se disputaron en septiembre entre 1983 y 1993 (salvo en 1986), y en agosto en 1986 y desde 1994 hasta 2003. El circuito recibe a la IndyCar Series desde 2007, también con una carrera de 200 millas de duración, que inicialmente tenía lugar en julio y desde 2009 lo hace en agosto.
Cada vez que la Indy Lights visitó Mid-Ohio, lo hizo como telonera de la CART o la IndyCar, salvo en 2000 y 2001 cuando corrió en septiembre. La Fórmula Atlantic hizo lo mismo en 1987, 1988, desde 1991 hasta 1999 y en 2009; también visitó el trazado en cinco ocasiones adicionales.
Como indica su nombre completo, Mid-Ohio tiene una larga historia de competencias de automóviles deportivos. Entre ellas, el Campeonato IMSA GT visitó la pista desde 1972 hasta 1993 con excepción de 1980. Su sucesor, la American Le Mans Series, compitió allí desde 2001 hasta 2012, con 2003 como única ausencia. Por otra parte, la Grand-Am Rolex Sports Car Series celebró fechas en el circuito desde 1998 hasta 2013, también habiendo faltado una vez, 2002. El WeatherTech SportsCar Championship compite en Mid-Ohio desde 2018.
El circuito recibe una fecha de la NASCAR Xfinity Series desde 2013. Anteriormente se celebraron en Mid-Ohio competencias de la CanAm y la Fórmula 5000 Estadounidense. El circuito también alberga fechas de campeonatos regionales del Sports Car Club of America.

## Ganadores

### CART / IndyCar Series
| Año            | Fecha            | Piloto             | Automóvil              | Equipo                        |
| CART           | CART             | CART               | CART                   | CART                          |
| -------------- | ---------------- | ------------------ | ---------------------- | ----------------------------- |
| 1980           | 13 de julio      | Johnny Rutherford  | Chaparral Cosworth     | Chaparral                     |
| 1983           | 11 de septiembre | Teo Fabi           | March Cosworth         | Forsythe                      |
| 1984           | 3 de septiembre  | Mario Andretti     | Lola Cosworth          | Newman/Haas                   |
| 1985           | 1 de septiembre  | Bobby Rahal        | March Cosworth         | TrueSports                    |
| 1986           | 31 de agosto     | Bobby Rahal        | March Cosworth         | TrueSports                    |
| 1987           | 6 de septiembre  | Roberto Guerrero   | March Cosworth         | Granatelli                    |
| 1988           | 4 de septiembre  | Emerson Fittipaldi | Lola Chevrolet-Ilmor   | Patrick                       |
| 1989           | 3 de septiembre  | Teo Fabi           | March Porsche          | Porsche                       |
| 1990           | 16 de septiembre | Michael Andretti   | Lola Chevrolet-Ilmor   | Newman/Haas                   |
| 1991           | 15 de septiembre | Michael Andretti   | Lola Chevrolet-Ilmor   | Newman/Haas                   |
| 1992           | 13 de septiembre | Emerson Fittipaldi | Penske Chevrolet-Ilmor | Penske                        |
| 1993           | 12 de septiembre | Emerson Fittipaldi | Penske Chevrolet-Ilmor | Penske                        |
| 1994           | 14 de agosto     | Al Unser Jr.       | Penske Ilmor           | Penske                        |
| 1995           | 13 de agosto     | Al Unser Jr.       | Penske Mercedes-Ilmor  | Penske                        |
| 1996           | 11 de agosto     | Alex Zanardi       | Reynard Honda          | Ganassi                       |
| 1997           | 10 de agosto     | Alex Zanardi       | Reynard Honda          | Ganassi                       |
| 1998           | 9 de agosto      | Adrián Fernández   | Reynard Ford-Cosworth  | Patrick                       |
| 1999           | 15 de agosto     | Juan Pablo Montoya | Reynard Honda          | Ganassi                       |
| 2000           | 13 de agosto     | Hélio Castroneves  | Reynard Honda          | Penske                        |
| 2001           | 12 de agosto     | Hélio Castroneves  | Reynard Honda          | Penske                        |
| 2002           | 11 de agosto     | Patrick Carpentier | Reynard Ford-Cosworth  | Forsythe                      |
| 2003           | 10 de agosto     | Paul Tracy         | Lola Ford-Cosworth     | Forsythe                      |
| IndyCar Series |                  |                    |                        |                               |
| 2007           | 22 de julio      | Scott Dixon        | Dallara Honda          | Ganassi                       |
| 2008           | 20 de julio      | Ryan Briscoe       | Dallara Honda          | Penske                        |
| 2009           | 9 de agosto      | Scott Dixon        | Dallara Honda          | Ganassi                       |
| 2010           | 8 de agosto      | Dario Franchitti   | Dallara Honda          | Ganassi                       |
| 2011           | 7 de agosto      | Scott Dixon        | Dallara Honda          | Ganassi                       |
| 2012           | 5 de agosto      | Scott Dixon        | Dallara Honda          | Ganassi                       |
| 2013           | 4 de agosto      | Charlie Kimball    | Dallara Honda          | Ganassi                       |
| 2014           | 3 de agosto      | Scott Dixon        | Dallara Chevrolet      | Ganassi                       |
| 2015           | 2 de agosto      | Graham Rahal       | Dallara Honda          | Rahal                         |
| 2016           | 31 de julio      | Simon Pagenaud     | Dallara Chevrolet      | Penske                        |
| 2017           | 30 de julio      | Josef Newgarden    | Dallara Chevrolet      | Penske                        |
| 2018           | 29 de julio      | Alexander Rossi    | Dallara Honda          | Andretti                      |
| 2019           | 28 de julio      | Scott Dixon        | Dallara Honda          | Ganassi                       |
| 2020           | 12 de septiembre | Will Power         | Dallara Chevrolet      | Penske                        |
| 2020           | 13 de septiembre | Colton Herta       | Dallara Honda          | Andretti Harding Steinbrenner |
| 2021           | 4 de julio       | Josef Newgarden    | Dallara Chevrolet      | Penske                        |

### Indy Lights/Fórmula Atlantic
| Año  | Indy Lights                                                     | Fórmula Atlantic                                                 |
| ---- | --------------------------------------------------------------- | ---------------------------------------------------------------- |
| 1986 | Steve Millen                                                    | Scott Goodyear                                                   |
| 1987 | Juan Manuel Fangio II                                           | Calvin Fish                                                      |
| 1988 | Jon Beekhuis                                                    | Steve Shelton (4 de septiembre) Steve Shelton (24 de septiembre) |
| 1989 | P. J. Jones                                                     | Jocko Cunningham (junio) Colin Trueman (julio)                   |
| 1990 | Paul Tracy                                                      |                                                                  |
| 1991 | Brian Till                                                      | Jimmy Vasser                                                     |
| 1992 | Robbie Groff                                                    | Stuart Crow                                                      |
| 1993 | Bryan Herta                                                     | Jacques Villeneuve                                               |
| 1994 | André Ribeiro                                                   | Colin Trueman                                                    |
| 1995 |                                                                 | Richie Hearn                                                     |
| 1996 |                                                                 | Patrick Carpentier                                               |
| 1997 |                                                                 | Alex Barron                                                      |
| 1998 |                                                                 | Lee Bentham                                                      |
| 1999 |                                                                 | Kenny Wilden                                                     |
| 2000 | Townsend Bell                                                   |                                                                  |
| 2001 | Townsend Bell                                                   |                                                                  |
| 2003 |                                                                 | Michael Valiante                                                 |
| 2007 | Richard Antinucci                                               |                                                                  |
| 2008 | Raphael Matos (primera carrera) James Davison (segunda carrera) |                                                                  |
| 2009 | James Davison                                                   | Jonathan Summerton                                               |
| 2010 | Martin Plowman                                                  |                                                                  |
| 2013 | Gabriel Chaves                                                  |                                                                  |
| 2014 | Jack Harvey (ambas carreras)                                    |                                                                  |
| 2015 | R.C. Enerson (primera carrera) Sean Rayhall (segunda carrera)   |                                                                  |
| 2016 | Santiago Urrutia (ambas carreras)                               |                                                                  |
| 2017 | Santiago Urrutia (primera carrera) Nico Jamin (segunda carrera) |                                                                  |
| 2018 | Patricio O'Ward (ambas carreras)                                |                                                                  |
| 2019 | Oliver Askew (ambas carreras)                                   |                                                                  |
| 2021 | Kyle Kirkwood (ambas carreras)                                  |                                                                  |

### NASCAR Xfinity Series
| Año  | Piloto             | Equipo         | Marca     |
| ---- | ------------------ | -------------- | --------- |
| 2013 | A. J. Allmendinger | Penske         | Ford      |
| 2014 | Chris Buescher     | Roush Fenway   | Ford      |
| 2015 | Regan Smith        | JR Motorsports | Chevrolet |
| 2016 | Justin Marks       | Chip Ganassi   | Chevrolet |
| 2017 | Sam Hornish Jr.    | Penske         | Ford      |
| 2018 | Justin Allgaier    | JR Motorsports | Chevrolet |
| 2019 | Austin Cindric     | Penske         | Ford      |
| 2021 | A. J. Allmendinger | Kaulig         | Chevrolet |

### Sports Car Challenge of Mid-Ohio
| Año                                    | Piloto                                 | Equipo                                 | Auto                                   | Duración / Distancia                   |               |
| United States Road Racing Championship | United States Road Racing Championship | United States Road Racing Championship | United States Road Racing Championship | United States Road Racing Championship |               |
| -------------------------------------- | -------------------------------------- | -------------------------------------- | -------------------------------------- | -------------------------------------- | ------------- |
| 1963                                   | Ken Miles                              | Temple Buell                           | Shelby Cobra                           | 168 millas (270,4 km)                  |               |
| 1964                                   | Hap Sharp                              | Chaparral Cars                         | Chaparral 2A-Chevrolet                 | 168 millas (270,4 km)                  |               |
| 1965                                   | Hap Sharp                              | Chaparral Cars                         | Chaparral 2A-Chevrolet                 | 200 millas (321,9 km)                  |               |
| 1966                                   | Lothar Motschenbacher                  | Dan Blocker Racing                     | McLaren M1B-Oldsmobile                 | 200 millas (321,9 km)                  |               |
| 1967                                   | Mark Donohue                           | Roger Penske                           | Lola T70 Mk3B-Chevrolet                | 200 millas (321,9 km)                  |               |
| 1968                                   | Mark Donohue                           | Roger Penske                           | McLaren M6A-Chevrolet                  | 180 millas (289,7 km)                  |               |
| 1969-1971                              | No se disputó                          | No se disputó                          | No se disputó                          | No se disputó                          |               |
| Campeonato IMSA GT                     |                                        |                                        |                                        |                                        |               |
| 1972                                   | Bob Beasley Michael Keyser             | Toad Hall Motor Racing                 | Porsche 911 S                          | 6 horas                                |               |
| 1973                                   | Bob Beasley Michael Keyser             | Toad Hall Motor Racing                 | Porsche 911 Carrera RSR                | 6 horas                                |               |
| 1974                                   | Al Holbert Peter Gregg                 | Holbert's Porsche/Audi                 | Porsche 911 Carrera RSR                | 5 horas                                |               |
| 1975 (junio)                           | Al Holbert                             | Holbert Racing                         | Porsche 911 Carrera RSR                | 100 millas (160,9 km)                  |               |
| 1975 (agosto)                          | Al Holbert Elliot Forbes-Robinson      | Holbert Racing                         | Porsche 911 Carrera RSR                | 6 horas                                |               |
| 1976 (junio)                           | Michael Keyser                         |                                        | Chevrolet Monza                        | 100 millas (160,9 km)                  |               |
| 1976 (agosto)                          | Jim Busby                              | Busby Racing                           | Porsche Carrera                        | 3 horas                                |               |
| 1977 (junio)                           | David Hobbs                            | McLaren North America                  | BMW 320i Turbo                         | 100 millas (160,9 km)                  |               |
| 1977 (agosto)                          | Peter Gregg                            | Brumos Porsche                         | Porsche 935                            | 3 horas                                |               |
| 1978                                   | Bill Whittington Jim Busby             | Whittington Brothers Racing            | Porsche 935/77A                        | 250 millas (402,3 km)                  |               |
| 1979                                   | Peter Gregg Hurley Haywood             | Peter Gregg Racing                     | Porsche 935/79                         | 250 millas (402,3 km)                  |               |
| 1980                                   | No se disputó                          | No se disputó                          | No se disputó                          | No se disputó                          |               |
| 1981                                   | Brian Redman                           | Kent-Cooke/Wood Racing                 | Lola T600-Chevrolet                    | 200 millas (321,9 km)                  |               |
| 1982 (mayo)                            | John Fitzpatrick                       | John Fitzpatrick Racing                | Porsche 935 K4                         | 100 millas (160,9 km)                  |               |
| 1982 (septiembre)                      | John Fitzpatrick David Hobbs           | John Fitzpatrick Racing                | Porsche 935 K4                         | 6 horas                                |               |
| 1983                                   | Jim Trueman Doc Bundy Bobby Rahal      | Holbert Racing                         | March 83G-Chevrolet                    | 6 horas                                |               |
| 1984                                   | Al Holbert Derek Bell                  | Holbert Racing                         | Porsche 962                            | 500 km (310,7 mi)                      |               |
| 1985                                   | Al Holbert Derek Bell                  | Holbert Racing                         | Porsche 962                            | 500 km (310,7 mi)                      |               |
| 1986                                   | Al Holbert Derek Bell                  | Holbert Racing                         | Porsche 962                            | 500 km (310,7 mi)                      |               |
| 1987                                   | Jochen Mass Bobby Rahal                | Bayside Disposal Racing                | Porsche 962                            | 500 km (310,7 mi)                      |               |
| 1988                                   | Geoff Brabham Tom Gloy                 | Electramotive Engineering              | Nissan GTP ZX-T                        | 500 km (310,7 mi)                      |               |
| 1989                                   | Geoff Brabham Chip Robinson            | Electramotive Engineering              | Nissan GTP ZX-T                        | 500 km (310,7 mi)                      |               |
| 1990                                   | Geoff Brabham Derek Daly               | Nissan Performance                     | Nissan NPT-90                          | 500 km (310,7 mi)                      |               |
| 1991                                   | Davy Jones                             | Bud Light/Jaguar Racing                | Jaguar XJR-16                          | 300 km (186,4 mi)                      |               |
| 1992                                   | Davy Jones                             | Bud Light/Jaguar Racing                | Jaguar XJR-14                          | 2 horas                                |               |
| 1993                                   | Juan Manuel Fangio II                  | All American Racers                    | Eagle Mk III-Toyota                    | 2 horas                                |               |
| 1994-2000                              | No se disputó                          | No se disputó                          | No se disputó                          | No se disputó                          | No se disputó |
| American Le Mans Series                |                                        |                                        |                                        |                                        |               |
| 2001                                   | David Brabham Jan Magnussen            | Panoz Motor Sports                     | Panoz LMP-1 Roadster-S                 | 2 horas, 45 minutos                    |               |
| 2002                                   | Frank Biela Emanuele Pirro             | Audi Sport North America               | Audi R8                                | 2 horas, 45 minutos                    |               |
| 2003                                   | No se disputó                          | No se disputó                          | No se disputó                          | No se disputó                          |               |
| 2004                                   | Marco Werner J. J. Lehto               | ADT Champion Racing                    | Audi R8                                | 2 horas, 45 minutos                    |               |
| 2005                                   | Butch Leitzinger James Weaver          | Dyson Racing                           | Lola EX257-AER                         | 2 horas, 45 minutos                    |               |
| 2006                                   | Timo Bernhard Romain Dumas             | Penske Racing                          | Porsche RS Spyder                      | 2 horas, 45 minutos                    |               |
| 2007                                   | Timo Bernhard Romain Dumas             | Penske Racing                          | Porsche RS Spyder Evo                  | 2 horas, 45 minutos                    |               |
| 2008                                   | Marco Werner Lucas Luhr                | Audi Sport North America               | Audi R10 TDI                           | 2 horas, 45 minutos                    |               |
| 2009                                   | Gil de Ferran Simon Pagenaud           | de Ferran Motorsports                  | Acura ARX-02a                          | 2 horas, 45 minutos                    |               |
| 2010                                   | Chris Dyson Guy Smith                  | Dyson Racing Team                      | Lola B09/86                            | 2 horas, 45 minutos                    |               |
| 2011                                   | Lucas Luhr Klaus Graf                  | Muscle Milk Aston Martin Racing        | Lola-Aston Martin B08/62               | 2 horas, 45 minutos                    |               |
| 2012                                   | Klaus Graf Lucas Luhr                  | Muscle Milk Pickett Racing             | HPD ARX-03a                            | 2 horas, 45 minutos                    |               |
| 2013-2017                              | No se disputó                          | No se disputó                          | No se disputó                          | No se disputó                          |               |
| WeatherTech SportsCar Championship     |                                        |                                        |                                        |                                        |               |
| 2018                                   | Ricky Taylor Hélio Castroneves         | Penske                                 | Acura ARX-05                           | 2 horas, 40 minutos                    |               |
| 2019                                   | Dane Cameron Juan Pablo Montoya        | Penske                                 | Acura ARX-05                           | 2 horas, 40 minutos                    |               |